# Пономаренки (Харьковская область)
Пономаренки (укр. Пономаренки) — село,
Пономаренковский сельский совет,
Харьковский район,
Харьковская область, Украина.
Код КОАТУУ — 6325183001. Население по переписи 2001 года составляет 199 (88/111 м/ж) человек.
Является административным центром Пономаренковского сельского совета, в который, кроме того, входят сёла
Боровое,
Горбани,
Лелюки,
Логачовка,
Павленки,
Федорцы и
Хролы.

## Географическое положение
Село Пономаренки находится на правом берегу реки Студенок.
К селу примыкают сёла Логачёвка (выше по течению), Хролы и Боровое (ниже по течению).
Около села расположен большой массив садовых участков.

## История
- 1863 - дата первого упоминания села. Изначальное название - хутор Верхний Студенок[1].
- 1917 — официальная дата основания Пономаренковского сельсовета.
- В 1940 году, перед ВОВ, в селе Понаморенки, находившемся на правом берегу Студенка, было 29 дворов, ветряная мельница и сельсовет.[2]
- В ..? году центр сельсовета был перенесён из Пономаренок в Хролы при оставлении прежнего названия сельсовета - Пономаренковский.

В 2020 году сельсовет вошёл в состав Харькова.

## Экономика
- ООО Агропромышленная фирма «Слобожанская нива».
- Учебный городок ХНАУ.

## Объекты социальной сферы
- Школа.

## Достопримечательности
- Братская могила советских воинов. Похоронено 382 воина.
- Могила Громадского Ф. И., советского гвардии капитана, погибшего в 1943 году.

## Известные жители
- Савельева, Варвара Фёдоровна